# Вимутье
Вимутье (фр. Vimoutiers) — коммуна на северо-западе Франции, находится в регионе Нормандия, департамент Орн, округ Мортань-о-Перш. Центр одноименного кантона. Расположена в 63 км к северу от Алансона и в 65 км к юго-востоку от Кана. Через город протекает небольшая река Ви, приток Дива.
Население (2018) — 3 224 человека.

## История
В 1040 году в Вимутье во время поездки в Нормандию был отравлен Ален III, герцог Бретанский.
14 июня 1944 года авиация союзников подвергла Вимутье массированной бомбардировке, город был полностью разрушен, большинство его жителей погибли. В 50-е годы 400 жителей американского штата Огайо собрали средства на восстановление Вимутье. В память о трагических событиях Второй мировой войны на окраине города установлен памятник — оригинальный немецкий танк «Тигр», один из шести сохранившихся во всем мире.

## Достопримечательности
- Церковь Нотр-Дам XIX века, восстановленная из руин в 50-е годы XX века;
- Бенедиктинский монастырь;
- Немецкий танк «Тигр»;
- Музей сыра камамбер.

## Экономика
Структура занятости населения:
- сельское хозяйство — 1,3 %;
- промышленность — 19,6 %;
- строительство — 8,0 %;
- торговля, транспорт и сфера услуг — 27,7 %;
- государственные и муниципальные службы — 43,3 %.

Уровень безработицы (2018) — 22,1 % (Франция в целом —  13,4 %, департамент Орн — 10,4 %). 

Среднегодовой доход на 1 человека, евро (2018) — 18 020 (Франция в целом — 21 730, департамент Орн — 20 140).

## Демография
Динамика численности населения, чел.

## Администрация
Пост мэра Вимутье с 2008 года занимает член партии Республиканцы Ги Ромен (Guy Romain). На муниципальных выборах 2020 года возглавляемый им список победил в 1-м туре, получив 64,72 % голосов.
| Период | Период | Фамилия     | Партия                                  | Примечания                                                            |
| ------ | ------ | ----------- | --------------------------------------- | --------------------------------------------------------------------- |
| 1965   | 1995   | Жан Дюмеж   | Объединение в поддержку Республики      | нотариус, вице-президент Генерального совета департамента             |
| 1995   | 2001   | Жан Голен   | Разные правые                           | фармацевт, член Генерального совета департамента                      |
| 2001   | 2008   | Дидье Пулен | Союз за народное движение               | хирург-дантист                                                        |
| 2008   |        | Ги Ромен    | Союз за народное движение Республиканцы | руководитель торговой компании, член Генерального совета департамента |

## Города-побратимы
- Шатле, Бельгия
- Фординбридж, Великобритания
- Зонтра, Германия

## Знаменитые уроженцы
- Жозеф Ланьель (1889-1975), премьер-министр Франции в 1953-1954 гг.

## Галерея
- Бенедиктинский монастырь
- Panzerkampfwagen VI Ausf. H1, «Тигр» — немецкий тяжёлый танк времён Второй мировой войны